# Joanot Martorell
Joanot Martorell (pronuncia valenzana: [dʒuaˈnɔd maɾtoˈɾeʎ]; Valencia, 1410 – Valencia, 1465) è stato uno scrittore spagnolo del XV secolo, suddito del Regno di Valencia. Fu l'autore del Tirant lo Blanch, epopea cavalleresca scritta in valenzano, considerato uno dei primi romanzi moderni della letteratura europea.

## Biografia
Nato in una famiglia nobile originaria di Gandia, si stabilì presto a Valencia. È stato dal 1433 cavaliere e signore di Murla et Benicàssim. Suo nonno, Guillem Martorell, era consigliere del re e suo padre, Francesc Martorell, sposato con Damiata Abelló, era maggiordomo di Martino I di Aragona. Fu cognato del poeta Ausiàs March, che sposò Isabel Martorell, una delle sue sorelle, morta alcuni mesi dopo il matrimonio.
Legato al "secolo d'oro valenzano", il tempo di più grande splendore e magnificenza della letteratura valenzana. Ha poi esercitato un'importante influenza sulla letteratura cavalleresca del Siglo de Oro. Ebbe una vita agiata e piena di viaggi, amori tumultuosi e duelli. Nel 1438 visitò l'Inghilterra dove tradusse il poema Guy of Warwick. È attestato che visitò anche il Portogallo e Napoli nel 1454, presso la corte di Alfonso V d'Aragona. Morì all'inizio del 1465.
La sua opera principale è Tirant lo Blanch, scritto in valenzano (varietà diatopica del catalano), tra il 1460 ed il 1464, venendo pubblicato però solamente nel 1490 a Valenza (seconda edizione, Barcellona 1497) dopo un particolar percorso del manoscritto, che all'avvenimento della morte dell'autore era in possesso del cavaliere Martí Joan de Galba Considerato il primo romanzo moderno da sostenitori quali Mario Vargas Llosa, noto e apprezzato da Miguel de Cervantes (che lo cita nella Biblioteca di Don Chisciotte e ne avrebbe letto la prima traduzione in lingua spagnola, Valladolid 1511), il romanzo è dedicato a Ferrando de Portugal fratello del re Afonso V de Portogallo.
Nel 2006, il regista Vicente Aranda trasse dal romanzo un film dal titolo Tirante el Blanco.